# Bernardyn z Fossy
Bernardyn z Fossy lub Bernardino z L’Aquila (ur. 1421 w Fossie, zm. 27 listopada 1503 w L’Aquili we Włoszech) – włoski prowincjał, prokurator generalny i błogosławiony Kościoła katolickiego.

## Życiorys
Uzyskał doktorat z prawa w Perugii, a w wieku 21 lat wstąpił do zakonu Braci Mniejszych. Piastował różne stanowiska we franciszkańskich klasztorach w Gubbio, Stroud, Umbrii i Abruzji. Dwukrotnie w latach 1454–1460 i 1472–1475 w swoim regionie i w latach 1464–1467 w Bośni i Dalmacji był przełożonym prowincjalnym; w latach 1467–1469 był prokuratorem generalnym zakonu w kurii rzymskiej. Zmarł w klasztorze 27 listopada 1503 roku.
Jego Kult jako błogosławionego został potwierdzony 26 marca 1828 roku przez papieża Leona XII.